# Petrus Riga
Pour les articles homonymes, voir Riga (homonymie).
Petrus Riga (vers 1140—1209) est un poète et chanoine de l'abbaye Saint-Denis de Reims. 
Il est l'auteur de l'Aurora, réécriture en vers et commentaire allégorique de la Bible très répandue à la fin du Moyen Âge. Il fit ses études à Paris.
Paul Beichner recense en 1965 248 manuscrits subsistants de l'Aurora. D'autres ont été identifiés depuis, comme B. Cod. Sal. IX, 30 et Cod. Sal. IX, 62.

## Manuscrits
- Bibliothèque de l'Université d'Heidelberg, Cod. Sal.IX, 30
- Bibliothèque de l'Université d'Heidelberg, Cod. Sal. IX, 62
- Biblioteca Apostolica Vaticana, Pal. lat. 1724
- Bibliothèque universitaire de Heidelberg, Pal. lat.1722 de la Biblioteca Apostolica Vaticana
- Bibliothèque universitaire de Heidelberg, Pal. lat.1725 de la Biblioteca Apostolica Vaticana
- Bibliothèque de l'abbaye d'Engelberg, Cod.117